# Apología del terrorismo

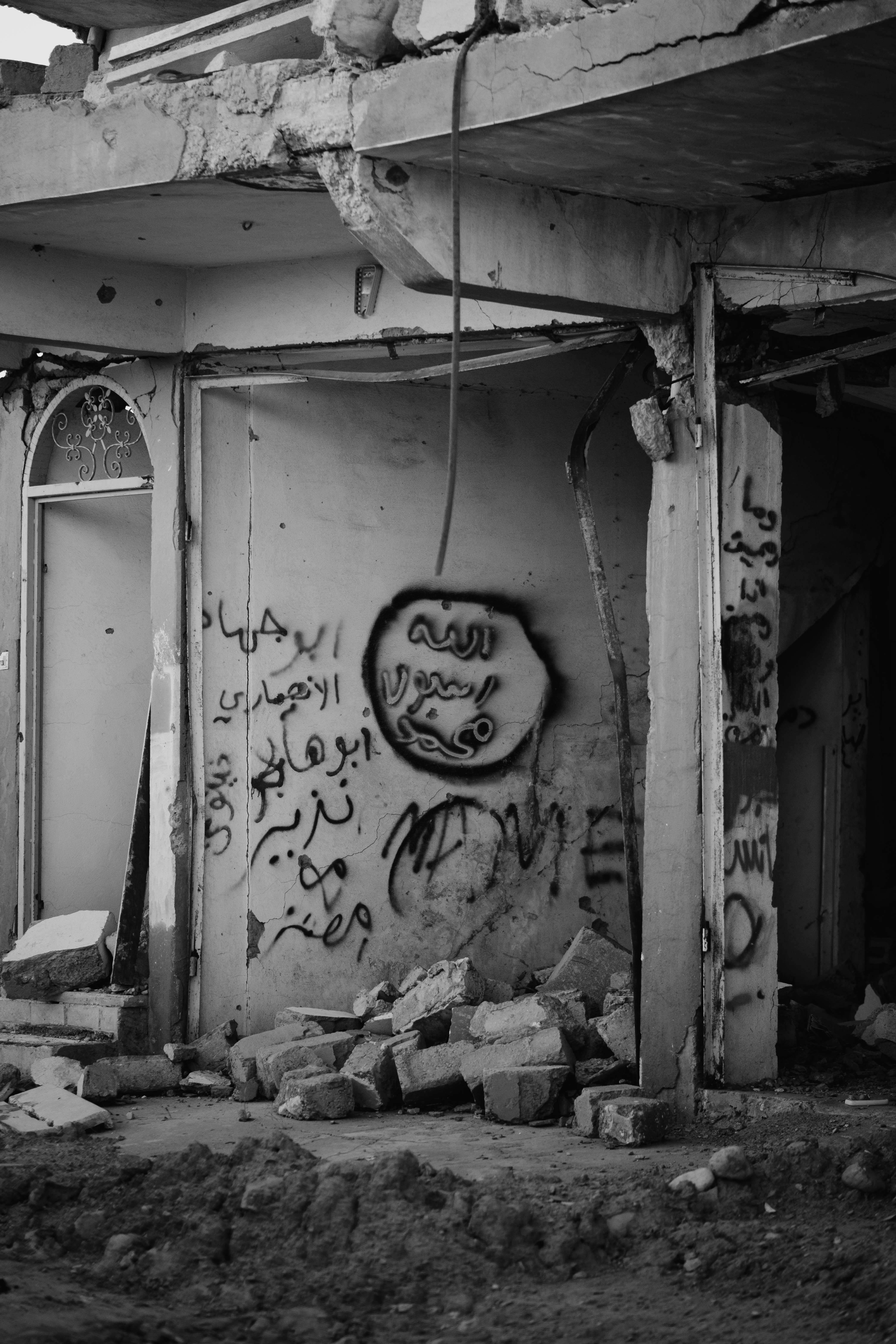
Grafiti del Estado Islámico en las ruinas de Sinjar en julio de 2019.

La apología o enaltecimiento del terrorismo es el discurso, tanto hablado o por escrito, en defensa o alabanza de acciones u organizaciones terroristas. No es una disculpa o una opinión sobre estas prácticas o sus ejecutores, sino una defensa de estos comportamientos.

## Efectos legales
Es un agravante de la inducción al delito, que también constituye en sí misma una práctica delictiva, pero por su especial carácter se la clasifica y pena con una mayor contundencia. Varios códigos penales castigan estas prácticas por su carácter inductivo y por la estrecha relación con la figura del autor intelectual.
El principal motivo de considerar esto delito es que nadie puede utilizar su palabra para elogiar actos delictivos porque puede contribuir a que se realicen más delitos de esta o similar naturaleza.

## Regulación en España
El artículo 578 de la Ley Orgánica 10/1995, de 23 de noviembre, del Código Penal regula este hecho como delito:

El enaltecimiento o la justificación por cualquier medio de expresión pública o difusión de los delitos comprendidos en los artículos 571 a 577 de este Código o de quienes hayan participado en su ejecución, o la realización de actos que entrañen descrédito, menosprecio o humillación de las víctimas de los delitos terroristas o de sus familiares se castigará con la pena de prisión de uno a dos años.
Art. 578 del Código Penal.